# Filter (matematik)
 For alternative betydninger, se filter. (Se også artikler, som begynder med filter)
Et matematisk filter kan f.eks. være et Kalmanfilter, der kan anvendes til filtrering af ikke-lineære problemer.
| Matematik | Spire Denne artikel om matematik er en spire som bør udbygges. Du er velkommen til at hjælpe Wikipedia ved at udvide den. |